# Outlander (serial telewizyjny)

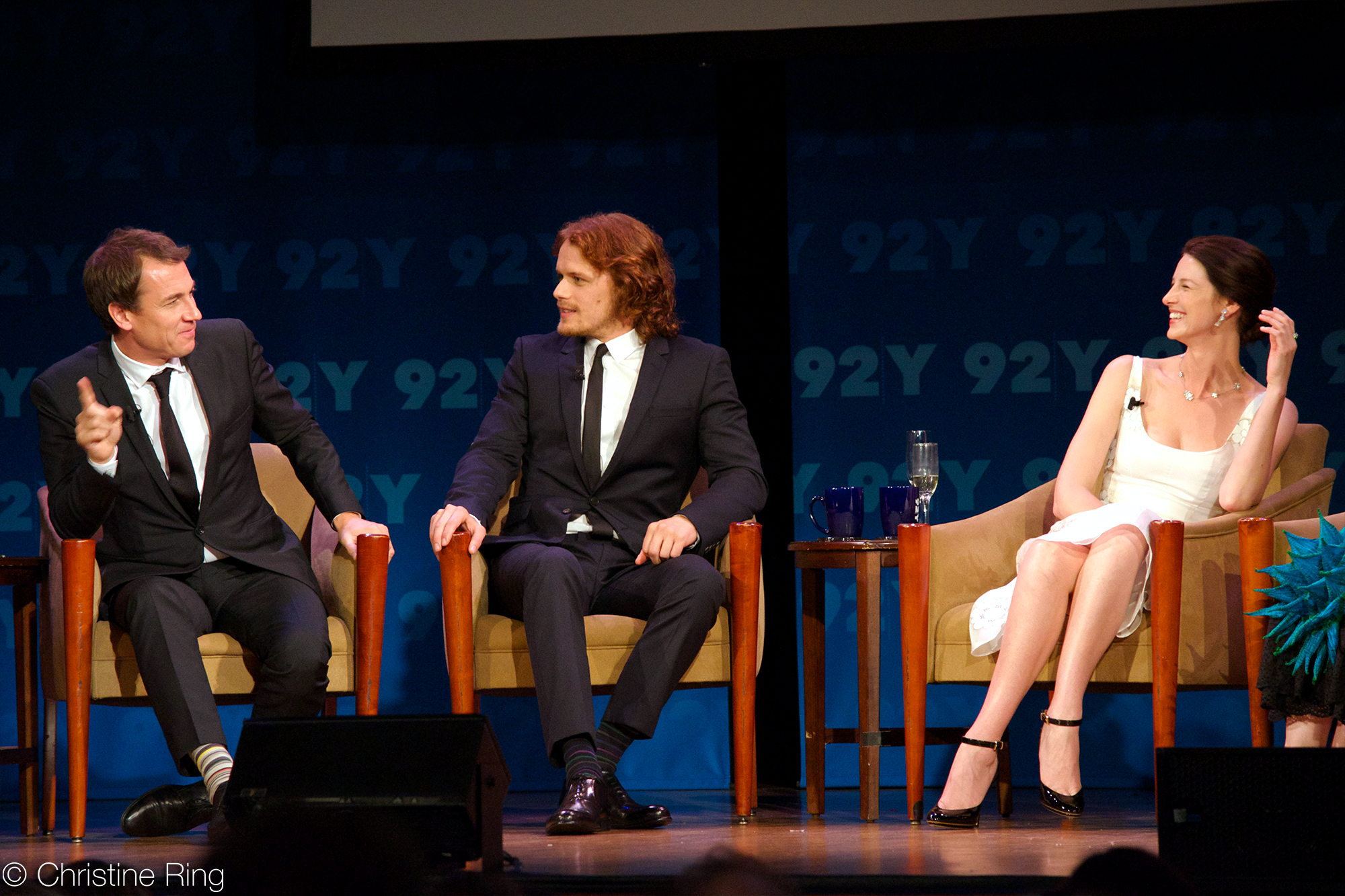
Tobias Menzies, Sam Heughan i Caitriona Balfe na premierze serialu w Nowym Jorku

Outlander – amerykański serial telewizyjny, mieszanka dramatu i romansu. Wyprodukowany przez Tall Ship Productions, Story Mining and Supply Company, Left Bank Pictures oraz Sony Pictures Television. Serial jest adaptacją cyklu powieści Obca autorstwa Diany Gabaldon.
Serial jest emitowany od 9 sierpnia 2014 roku na stacji Starz. W Polsce serial jest emitowany od 3 listopada 2014 roku na kanale AXN White.

## Fabuła
Akcja serialu rozgrywa się na dwóch równoległych planach czasowych: w latach 40. XX wieku i w latach 40. XVIII wieku. Główną bohaterką jest Claire Randall, która była brytyjską pielęgniarką podczas II wojny światowej. Niespodziewanie przenosi się ona do 1743 roku, gdzie w konflikcie szkocko-angielskim znajduje się zbiegiem okoliczności po stronie szkockiej. Historia konfliktów szkocko-angielskich i zbliżającego się wybuchu powstania jakobitów, przeplata się z konfliktem wewnętrznym bohaterki. Claire zostawiła w XX wieku swojego męża Franka Randalla, z którym rozdzieliła ją wcześniej wojna. W XVIII wieku jej losy splatają się z broniącym jej niejednokrotnie Szkotem Jamiem Fraserem.

## Obsada
- Caitriona Balfe jako Claire de domo Beauchamp, I voto Randall, II voto Fraser[3]
- Sam Heughan jako James "Jamie" Alexander Malcolm Fraser[4]
- Tobias Menzies jako Frank Randall / Jonathan „Black Jack” Randall[5]
- Graham McTavish jako Dougal MacKenzie[6]
- Gary Lewis jako Colum MacKenzie[6]
- Stephen Walters jako Anghus Mhor[7]
- Grant O'Rourke jako Rupert MacKenzie
- Duncan Lacroix jako Murtagh Fitzgibbons Fraser[8]
- Lotte Verbeek jako Geillis Duncan[9]
- Bill Paterson jako Ned Gowan

### Role drugoplanowe
- Laura Donnelly jako Janet (Jenny) Fraser Murray[10]
- James Fleet jako pastor dr Reginald Wakefield[11]
- Roderick Gilkison jako Hamish MacKenzie
- Simon Callow jako diuk Sandringham
- Annette Badland jako pani Glenna Fitzgibbons[7]
- Aislín McGuckin jako Letitia MacKenzie
- Lochlann O'Mearain jako Horrocks[12]
- Nell Hudson jako Laoghaire MacKenzie
- Tim McInnerny jako ojciec Bain
- Steven Cree jako Ian Murray
- Rosie Day jako Mary Hawinks[13] (od 2 serii)
- Andrew Gower jako książę Karol Edward Stuart[13] (od 2 serii)
- Romann Berrux jako Fergus[13] (od 2 serii)
- Dominique Pinon jako tajemniczy Mistrz Raymond[14] (od 2 serii)
- Margauz Chateller jako Annalise de Marillac, dawna kochanka Jamiego[15] (od 2 serii)
- Marc Duret jako Joseph Duverney[15], minister finansów Ludwika XV (od 2 serii)
- Laurence Dobiesz jako Alex Randall, młodszy brat Jacka Randalla[16] (od 2 serii)
- Michèle Belgrand-Hodgson jako Elise[17] (od 2 serii)
- Natalie Spence[17] (od 2 serii)
- Claire Sermonne jako Louise de Rohan[18] (od 2 serii)
- Frances de la Tour jako matka Hildegard[19] (od 2 serii)
- Clive Russel jako Simon Fraser[20] (od 2 serii)
- Oscar Kennedy jako William Grey (młody Lord John Grey)[20] (od 2 serii)
- Richard Rankin jako Roger Wakefield[21] (od 2 serii)
- Sophie Skelton jako Brianna[22] (od 2 serii)
- David Berry jako Lord John William Grey (seria 3)[23]
- César Domboy (seria 3)[24]

Autorka cyklu, Diana Gabaldon, zagrała rolę cameo Iony MacTavish w 4. odcinku 1. serii.

## Odcinki
| Seria | Seria | Odcinki | Oryginalna emisja Starz | Oryginalna emisja Starz | Oryginalna emisja AXN White | Oryginalna emisja AXN White | Oryginalna emisja Netflix | Oryginalna emisja Netflix |
| ----- | ----- | ------- | ----------------------- | ----------------------- | --------------------------- | --------------------------- | ------------------------- | ------------------------- |
| Seria | Seria | Odcinki | Premiera serii          | Finał serii             | Premiera serii              | Finał serii                 | Premiera sezonu           | Finał sezonu              |
|       | 1     | 16      | 9 sierpnia 2014         | 30 maja 2015            | 3 listopada 2014            | 20 lipca 2015               | brak danych               | brak danych               |
|       | 2     | 13      | 9 kwietnia 2016         | 2 lipca 2016            | 8 lutego 2017               | 8 marca 2017                | brak danych               | brak danych               |
|       | 3     | 13      | 10 września 2017        | 10 grudnia 2017         | —                           | —                           | brak danych               | brak danych               |
|       | 4     | 13      | 4 listopada 2018        | 27 stycznia 2019        | —                           | —                           | 5 listopada 2018          | 28 stycznia 2019          |
|       | 5     | 12      | 16 lutego 2020          | 10 maja 2020            | —                           | —                           | 15 lutego 2020            | 11 maja 2020              |
|       | 6     | 8       | 6 marca 2022            | 1 maja 2022             |                             |                             |                           |                           |
|       | 7     | 16      | 16 czerwca 2023         |                         |                             |                             | 17 czerwca 2023           |                           |

## Produkcja
16 sierpnia 2014 roku, stacja Starz zamówiła 2 serię.
2 czerwca 2016 roku stacja Starz ogłosiła przedłużenie serialu o trzecią i czwartą serię.
9 maja 2018 roku stacja Starz ogłosiła przedłużenie serialu o piątą i szóstą serię.
14 marca 2021 roku stacja Starz zamówiła siódmy sezon, na podstawie książki Diany Gabaldon Kość z kości, który miał się składać z dwunastu odcinków.